# Albpetrol
Albpetrol Sh.a est l'entreprise pétrolière nationale d'Albanie, créée en 1993.